# Conseil départemental de la Loire-Atlantique
Le conseil départemental de la Loire-Atlantique, appelé conseil général de la Loire-Inférieure entre 1800 et 1957, puis conseil général de la Loire-Atlantique jusqu'en 2015, est l'assemblée délibérante du département français de la Loire-Atlantique, collectivité territoriale décentralisée agissant sur le territoire départemental. Son siège se trouve à Nantes.

## Historique

### Anciens présidents du conseil général
- Christophe-Clair Danyel de Kervégan (1800 - 1805)
- Louis Bureau de La Batardière (1806)
- François Tardiveau (1807 - 1813)
- Louis de Monti de La Cour de Bouée (1814 - 1815)
- Jean Baron (1816 - 1826)
- Louis de Sesmaisons (1827 - 1829)
- Évariste Colombel (1831 - 1833)
- Louis Rousseau de Saint-Aignan (1834)
- François Bignon (1835 - 1847)
- Charles-Louis-Ernest Poictevin de La Rochette (1848)
- Mériadec Laennec (1849)
- François Bignon (1850 - 1851)
- Ferdinand Favre (1852 - 1866)
- Anselme François Fleury (1867 - 1869)
- Charles Étienne Gustave Le Clerc de Juigné (1870)
- Guillaume Harmange (1871)
- Olivier de Sesmaisons (1872 - 1873)
- René Moysen de Codrosy (1874 - 1875)
- Clément Baillardel de Lareinty (1876 - 1900)
- Henri Ferron de La Ferronnays (1901 - 1907)
- Jules Jamin (1908 - 1919)
- Adolphe Jollan de Clerville (1920 - 1930)
- Henri Ferron de La Ferronnays (1931 - 1940)
- Maurice Ricordeau (1943 - 1945), Président du Conseil départemental nommé par le Gouvernement de Vichy

| Période | Période | Identité                       | Étiquette | Étiquette    |
| ------- | ------- | ------------------------------ | --------- | ------------ |
| 1945    | 1970    | Abel Durand                    |           | DVD          |
| 1970    | 1976    | Jean du Dresnay                |           | CNI          |
| 1976    | 1994    | Charles-Henri de Cossé-Brissac |           | DVD puis UDF |
| 1994    | 2001    | Luc Dejoie                     |           | RPR          |
| 2001    | 2004    | André Trillard                 |           | RPR puis UMP |
| 2004    | 2011    | Patrick Mareschal              |           | PS           |
| 2011    | 2015    | Philippe Grosvalet             |           | PS           |

### Présidents du conseil départemental
| Période      | Période      | Identité           | Étiquette | Étiquette | Canton d'élection | Canton d'élection |
| ------------ | ------------ | ------------------ | --------- | --------- | ----------------- | ----------------- |
| avril 2015   | juillet 2021 | Philippe Grosvalet |           | PS        | Saint-Nazaire-2   |                   |
| juillet 2021 | En cours     | Michel Ménard      |           | PS        | Nantes-7          |                   |

## Exécutif du conseil depuis 2015

### Le président
Le président du conseil départemental de la Loire-Atlantique est Michel Ménard (PS) depuis le 1er juillet 2021.

### Les vice-présidents
Par délégation du président, les vice-présidents représentent le conseil départemental dans un domaine spécifique. Ils mettent en œuvre les décisions prises par l'assemblée départementale et préparent les budgets nécessaires. Le Conseil compte les quinze vice-présidents suivants (huit femmes et sept hommes) :
| Rang                | Fonction                                                                        | Nom                   | Parti | Parti | Age | Remarque |
| ------------------- | ------------------------------------------------------------------------------- | --------------------- | ----- | ----- | --- | --- |
| 1re vice-présidente | Familles et protection de l’enfance                                             | Claire Tramier        |       | ECO   | 56  | chargée de mission handicap maire de Lavau-sur-Loire, conseillère départementale depuis 2015.                                    |
| 2e vice-président   | Solidarité et cohésion des territoires                                          | Jean Charrier         |       | DVG   | 65  | enseignant retraité maire de Saint-Mars-de-Coutais conseiller général puis départemental depuis 2008.                            |
| 3e vice-présidente  | Ressources, milieux naturels, biodiversité et action foncière                   | Chloé Girardot-Moitié |       | EELV  | 51  | consultante auprès d’une organisation de protection de la nature conseillère départementale depuis 2021.                         |
| 4e vice-président   | Action sociale de proximité, insertion et lutte contre l’exclusion              | Jérôme Alemany        |       | PS    | 47  | chef de projet dans le logement social conseiller départemental depuis 2015.                                                     |
| 5e vice-présidente  | Politique de l’âge et solidarité entre les générations                          | Lyliane Jean          |       | PS    | 60  | directrice d’un pôle d’inclusion professionnelle pour personnes en situation de handicap conseillère départementale depuis 2015. |
| 6e vice-président   | Mobilités                                                                       | Freddy Hervochon      |       | PS    | 46  | ingénieur dans la gestion de l’eau, adjoint au maire de Bouaye conseiller départemental depuis 2015.                             |
| 7e vice-présidente  | Personnes en situation de handicap et autonomie                                 | Ombeline Accarion     |       | EELV  | 40  | enseignante conseillère départementale depuis 2021.                                                                              |
| 8e vice-président   | Education et politique éducative                                                | Vincent Danis         |       | DVG   | 49  | fonctionnaire territorial conseiller départemental depuis 2015.                                                                  |
| 9e vice-présidente  | Ressources humaines, dialogue social et qualité du service public départemental | Lydie Mahé            |       | PS    | 61  | contrôleur de gestion dans l’industrie adjointe au maire de Saint-Nazaire conseillère départementale depuis 2021                 |
| 10e vice-président  | Finances, budget, commande publique et transition écologique des bâtiments      | Ali Rebouh            |       | DVG   | 51  | enseignant adjoint au maire de Nantes vice-président de Nantes Métropole conseiller général puis départemental depuis 2014       |
| 11e vice-présidente | Jeunesse et citoyenneté, égalité, éducation populaire, enjeux bretons           | Danielle Cornet       |       | DVG   | 57  | chargée d'étude maire de Pont-Château conseillère départementale depuis 2015.                                                    |
| 12e vice-président  | Agriculture, mer et littoral, voies navigables et ports                         | Jean-Luc Séchet       |       | PS    | 53  | enseignant adjoint au maire de Saint-Nazaire conseiller départemental depuis 2021.                                               |
| 13e vice-présidente | Culture et patrimoine                                                           | Dominique Poirout     |       | DVG   | 58  | chargée de clientèle dans le tourisme adjointe au maire de Rezé conseillère départementale depuis 2021.                          |
| 14e vice-président  | Développement économique de proximité, économie sociale et solidaire, tourisme  | Rémy Orhon            |       | DVG   | 55  | ingénieur chargé de l’aménagement durable maire d'Ancenis-Saint-Géréon conseiller départemental depuis 2021.                     |
| 15e vice-présidente | Sports solidaires, responsables et activités de pleine nature                   | Louise Pahun          |       | EELV  | 34  | enseignante conseillère départementale depuis 2021.                                                                              |

## Les conseillers départementaux
Le conseil départemental de la Loire-Atlantique comprend 62 conseillers départementaux issus de chacun des 31 cantons de la Loire-Atlantique.
| Président du Conseil départemental   |       |       |      |               |
| Michel Ménard (PS)                   |       |       |      |               |
| Parti                                | Sigle | Sigle | Élus | Groupes       |
| Majorité (36 sièges)                 |       |       |      |               |
| Divers gauche                        |       | DVG   | 15   | 44 à Gauche   |
| Parti socialiste                     |       | PS    | 15   | 44 à Gauche   |
| Écologiste                           |       | ÉCO   | 1    | 44 à Gauche   |
| Europe Écologie Les Verts            |       | EELV  | 5    | Écologiste    |
| Opposition (26 sièges)               |       |       |      |               |
| Divers droite                        |       | DVD   | 17   | Démocratie 44 |
| Les Républicains                     |       | LR    | 5    | Démocratie 44 |
| Union des démocrates et indépendants |       | UDI   | 4    | Démocratie 44 |

## Le budget
- 2005 : 894,09 millions d'euros
- 2006 : 965 millions d'euros
- 2007 : 1,019 milliard d'euros
- 2008 : 1,082 milliard d'euros
- 2013 : 1,275 milliard d'euros
- 2015 : 1,305 milliard d'euros[3]
- 2022 : 1,538 milliard d'euros[4]

En 2022, le budget est réparti comme suit :
- 16% pour les familles et la protection de l’enfance
- 20% pour l'action sociale de proximité, l'insertion et la lutte contre l’exclusion
- 13% pour la politique de l’âge et la solidarité entre les générations
- 17% pour les personnes en situation de handicap et l'autonomie
- 5% pour la sécurité des biens et des personnes
- 4% pour la solidarité et la cohésion des territoires
- 1% pour les ressources, les milieux naturels, la biodiversité et l'action foncière
- 6%  pour les mobilités
- 2% pour l'agriculture, la mer et le littoral, les voies navigables et les ports
- 1% le développement économique de proximité, l'économie sociale et solidaire, et le tourisme
- 9% l'éducation et la politique éducative
- 1% la jeunesse et la citoyenneté, l'égalité femmes-hommes, l'éducation populaire et les enjeux bretons
- 5% la culture et le patrimoine
- 1% les sports solidaires et responsables, les activités de pleine nature
- <1% les solidarités internationales et les échanges européens

## Les délégations
Le conseil départemental a déconcentré une partie de ses services au sein de six délégations territoriales. Celles-ci regroupent les services dédiés à la solidarité, l'aménagement et au développement local.
- Délégation Nantes, située au 26 Boulevard Victor Hugo,  Nantes, elle couvre le territoire de Nantes Métropole ;
- Délégation Saint-Nazaire, située au 12, place Pierre-Semard à Saint-Nazaire et 90 rue Maurice Sambron à Ponchâteau;
- Délégation Pays de Retz, située au 10-12, rue du Docteur-Guilmin à Pornic et 6, rue Galilée à Machecoul ;
- Délégation Châteaubriant, située au 10, rue d'Ancenis à Châteaubriant et au 29, route de Nantes à Nozay ;
- Délégation Vignoble, située au 2, cours des Marches-de-Bretagne à Clisson ;
- Délégation Ancenis, située au 118, place du Maréchal-Foch à Ancenis.

## Identité visuelle (logo)

Ancien logo du Département.
Logo du Conseil général jusqu'en 2012.
Logo du Conseil général, puis départemental, de la Loire-Atlantique depuis 2012.

## Bâtiments
L'hôtel de Département, mitoyen de l'hôtel de préfecture de la Loire-Atlantique, situé sur le quai Ceineray, se composent en partie de deux hôtels particuliers, l'hôtel Mellient et l'hôtel Urvoy de Saint-Bedan, datant du XVIIIe siècle et de la première moitié du XIXe siècle.
Le bâtiment des services administratifs du Département, situé rue Sully, à moins de 100 mètres de l'hôtel de Département, date de 2011, et fut construit à l'emplacement de la première centrale électrique de Nantes (1891), dont le nouveau bâtiment a conservé trois portails en pierre de la façade.

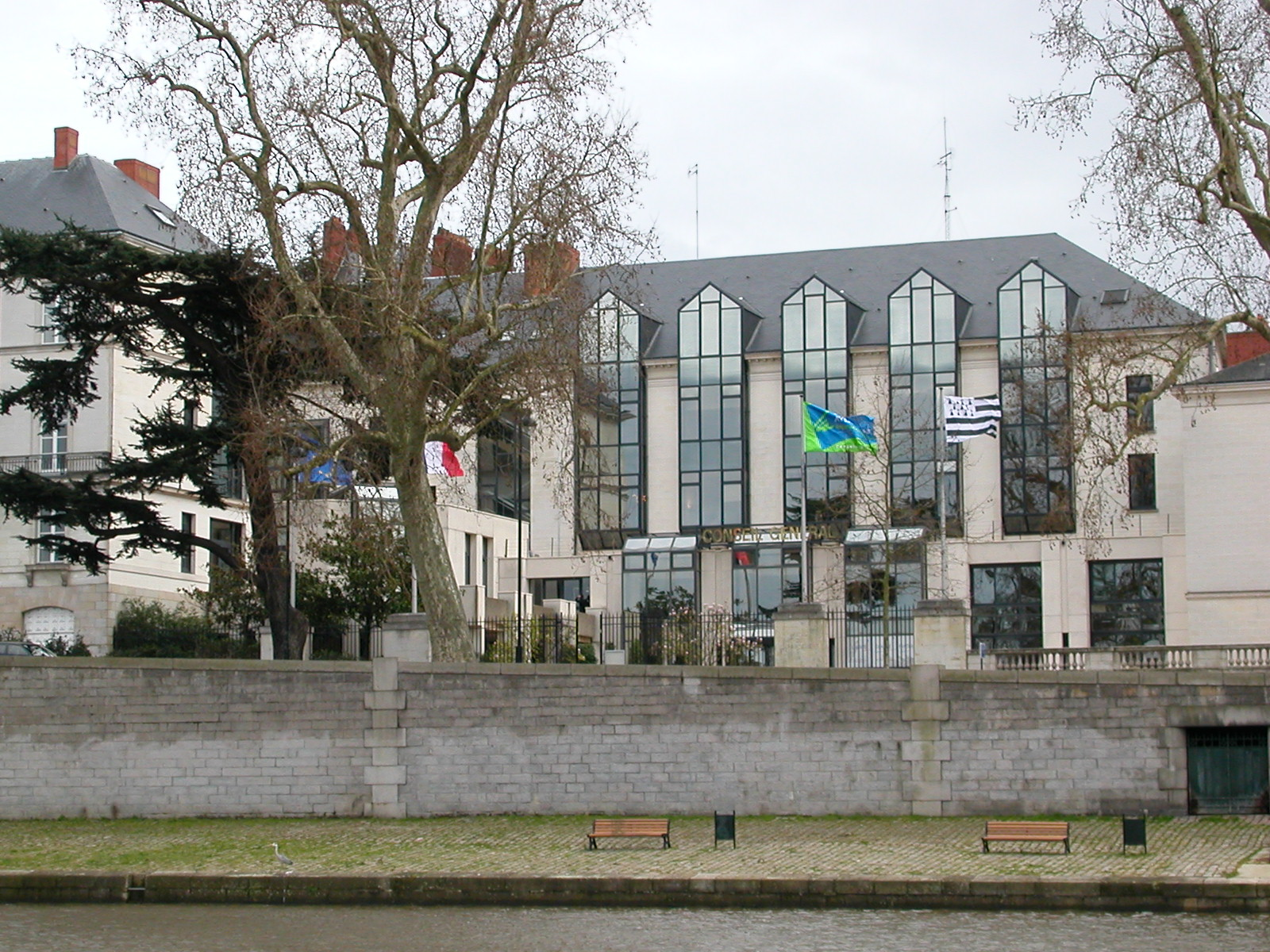
L'hôtel du Département, quai Ceineray à Nantes.